# スライマーン山脈

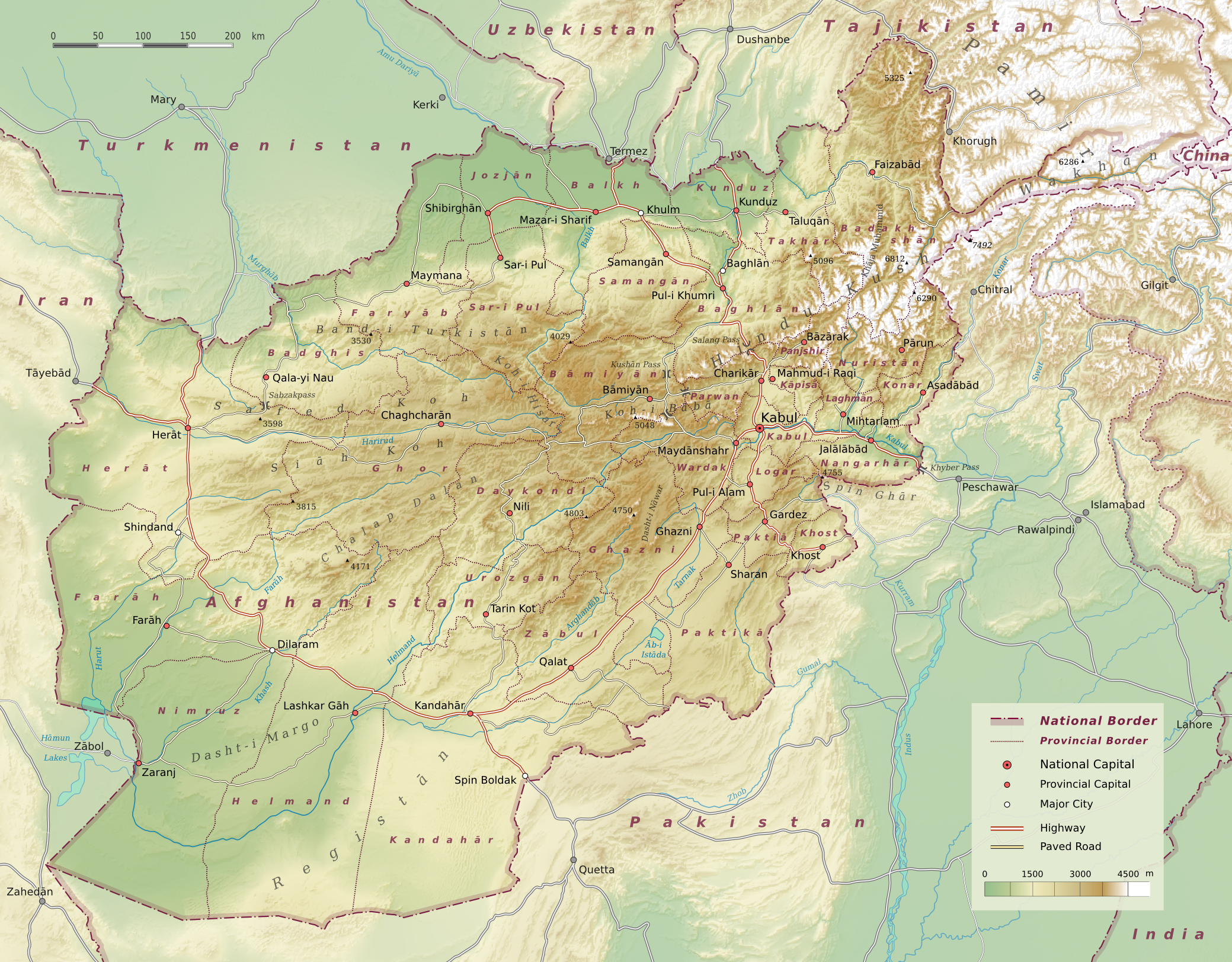
アフガニスタン地図

スライマーン山脈（スライマーンさんみゃく、英語：Sulaiman Mountains、ウルドゥー語/ペルシア語：کوه سليمان Koh-e Sulaimān）は、アフガニスタン南部の山脈からパキスタンのバローチスターン州北部にまたがる山脈。現地語ではクーヒ・スライマーン。
名前の由来はイスラエル王国の王ソロモンが訪れたとされることに由来する。全長は450km。最高頂はバローチスターン州のタフティ・スライマーンと呼ばれる地点・標高3,487mである。